# Prunus spachiana
Prunus spachiana är en rosväxtart som först beskrevs av Lavallee och H. Otto, och fick sitt nu gällande namn av Kitamura. Prunus spachiana ingår i släktet prunusar, och familjen rosväxter.

## Underarter
Arten delas in i följande underarter:
- P. s. ascendens
- P. s. koshiensis